# Bergmannstrasse
Bergmannstrasse (tysk stavning: Bergmannstraße) är en 1,3 km lång gata i sydvästra delen av stadsdelen Kreuzberg i Berlin.  Gatan löper från Mehringdamm i väster till Südstern i öster.  Bergmannstrasse, i synnerhet den västra delen mellan Mehringdamm och saluhallen vid Marheinekeplatz, har sedan början av 1990-talet blivit känd som promenad-, bar- och caféstråk i Berlin.  Området omkring gatan och den närbelägna Chamissoplatz är känt för sin välbevarade Gründerzeit-arkitektur, som klarade sig relativt oskadd undan andra världskrigets bombningar.  Området kallas på Berlindialekt Bergmannkiez (se Kiez).
Gatan kallades ursprungligen Weinbergsweg, men döptes 1837 efter Marie Louise Bergmann (1774-1854), som ägde marken som stadsgatan anlades på 1809.

## Angränsande gator och platser
- Marheinekeplatz
- Mehringdamm
- Südstern
- Zossener Strasse